# Tari (Münze)

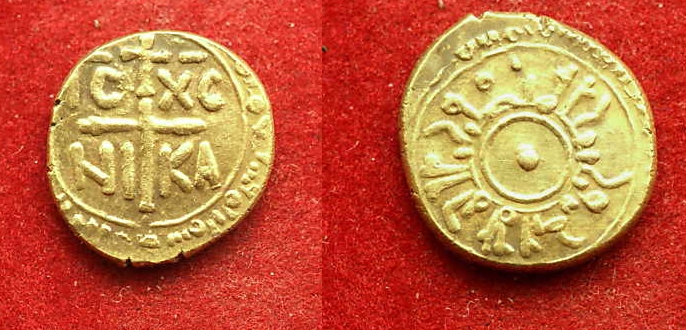
Multiplo di Tarí, Tankred von Lecce

Tari (arabisch طري, DMG ṭarī „zart, grün, frisch, neu“), auch Taro, Tarino, war der Name einer Münze auf Sizilien, Malta und im Süden Italiens.

## Sarazenische Münzen der Fatimiden und Kalbiten in Süditalien

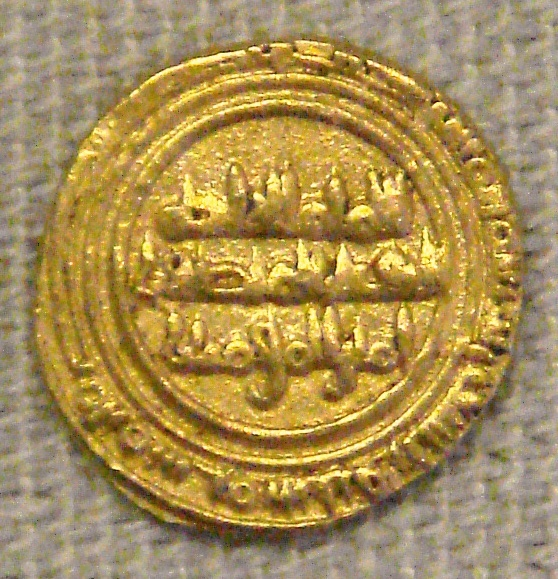
Tari aus der Zeit des Kalifen Hakim (996–1021), geprägt im Jahr 1005

Während der sarazenischen Herrschaft über Sizilien (Eroberung durch Aghlabiden zwischen 827 und 902) und Teile Süditaliens wurde dort eine kleine Goldmünze im Gewicht von 0,8 bis 1 g (Feingehalt von ca. 70 %) etwa seit dem frühen 10. Jahrhundert geprägt und ursprünglich als ‚rubai tari‘ (‚neue Vierteldinare‘), verkürzt ‚tari‘, bezeichnet, das nur „neu“ bedeutete. Dieser Irrtum taucht bereits in einem Dokument aus dem Jahr 922 auf. In einem Vertrag aus Amalfi bezeichnet ein „tari“ den Gegenwert von einem Vierteldinar.
Zu dieser Zeit prägten nur die arabischen Reiche und Byzanz Goldmünzen, während Norditalien diese erst in der zweiten Hälfte des 13. Jahrhunderts einführte. Hingegen handelte der Süden der Halbinsel in großem Umfang sowohl mit Konstantinopel, als auch mit den muslimischen Metropolen Tunis und Alexandria bzw. Kairo. Zudem waren weite Teile Süditaliens bis in die zweite Hälfte des 11. Jahrhunderts byzantinisch.

## Süditalienische Handelszentren

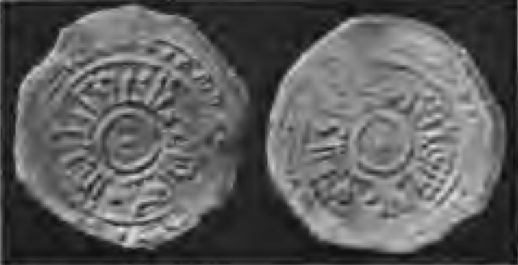
Tari aus Amalfi

Die älteste Münze dieser Art, die in einem christlichen Herrschaftsgebiet, nämlich in Salerno geprägt wurde, stammt aus dem Jahr 1012. Eine weitere ist aus dem Jahr 1057 bekannt; sie stammt aus Amalfi. Beide Städte standen in intensivem Handelsaustausch mit den muslimischen Staaten Nordafrikas und Süditaliens.
Im 9. Jahrhundert machte sich Amalfi zwischen Byzanz, muslimischen Reichen und den Langobarden unabhängig. Amalfi gelang der Aufstieg zu einer der führenden Handelsmächte. 846 schickte die Stadt Schiffe zur Verteidigung Roms, gemeinsam mit Neapel und Gaeta gelang es, die Flotte der Sarazenen bei Ostia zu schlagen. Amalfi stand gleichauf mit Genua, Pisa und Venedig. Seine Kaufleute unterhielten Stützpunkte im umayyadischen Córdoba, im syrischen Antiochia, in Kairo, Konstantinopel und im byzantinischen Durazzo an der Küste Albaniens. Arabische Reisende rühmten sie als „reichste und glanzvollste Stadt“ im Langobardenreich. Zu dieser Zeit umfasste die Republik neben der Stadt selbst nur die Nachbarorte Atrani, Ravello, Scala, Minuto, Maiori und Minori. 1073 eroberten die Normannen die Stadt. Infolge der autonomiefeindlichen Politik gegenüber den Städten verlor Amalfi seine Bedeutung vor allem an Venedig, Pisa und Genua. Zwei pisanische Flottenangriffe in den Jahren 1135 und 1137 setzten der Handelsmetropole endgültig ein Ende.

## Normannen

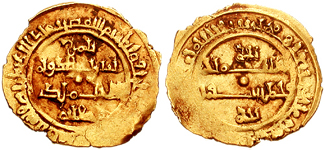
Münze aus der Zeit Robert Guiscards, Palermo, 1072

Auch nach der normannischen Eroberung wurde die Münze auf Sizilien weiter mit kufischer (arabischer) Schrift ausgeprägt. Das Erscheinungsbild der Münze wandelte sich nach der normannischen Eroberung Süditaliens (bis 1071) und Siziliens (1061–1091) nur langsam. Die eine Seite der Münze wurde mit einem Kreuz versehen, die andere blieb unverändert. Bis 1156 liefen im Normannenreich nur Kupfer- und Goldmünzen um, doch sammelte sich dort auch Silber. Nun kamen zunehmend Silbermünzen auf.

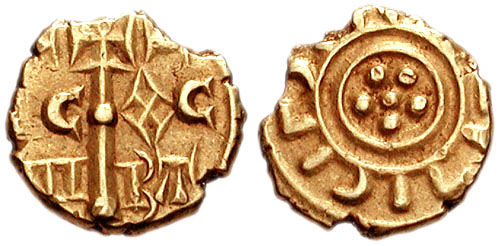
Goldtari Friedrichs II.

## Staufer und Anjou

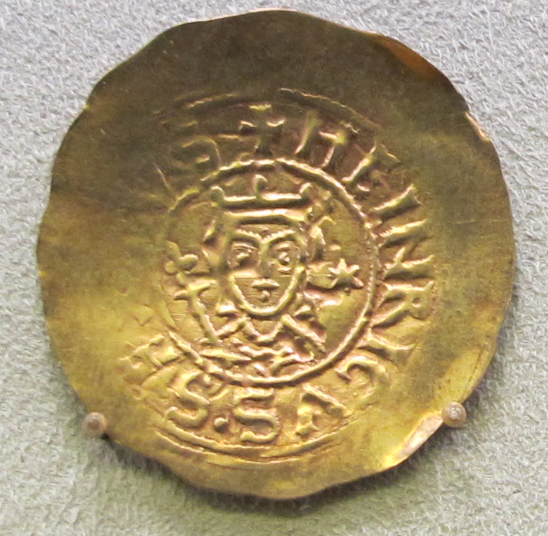
Tari Heinrichs VI., ca. 1194–97

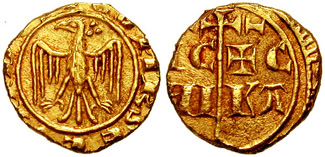
Tari Konradins

Die Münze, von der auch Mehrfachstücke geprägt wurden, blieb über die Staufer hinaus bis weit ins 13. Jahrhundert zu Karl I. von Anjou wichtiges Zahlungsmittel in Unteritalien und auf Sizilien. Als bedeutende Münzstätten sind hier Messina, Palermo, Amalfi und Brindisi zu nennen. Die Goldtari oder Tarenen, die die Münze von Amalfi ab September 1221 prägte, dienten wohl in erster Linie dazu, den kaiserlichen Ruhm Friedrichs II. bekanntzumachen. Friedrich gab zu diesem Zweck die Augustalen heraus, die sich jedoch nicht dauerhaft gegen die Tari durchsetzen konnten.

## Aragón und Spanien

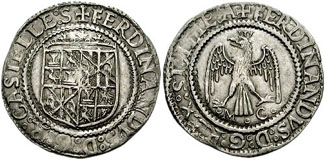
Silbertari aus der Regierungszeit Ferdinands II. von Aragón (1479–1516), Prägestätte Messina

Während der spanischen Herrschaft im Königreich Neapel begann um 1500 die Prägung einer Silbermünze gleichen Namens, die an die 300 Jahre in Gebrauch war.

## Malta

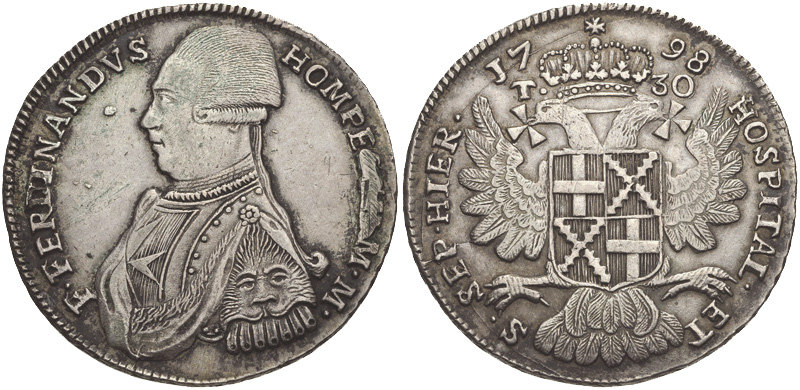
30 Tari Souveräner Malteserorden mit Doppeladler des Antoniterordens 1798

Auch der Johanniterorden auf Malta gab ab etwa 1530 solche Silber-Münzen aus, später auch in Kupfer.